# 캄브리아의 기술
캄브리아의 기술(라틴어: Descriptio Cambriae 데스크립티오 캄브리아이[*])는 1193년-1194년경 웨일스와 그 민족에 대해 기술한 민족지다. 저자는 노르만-웨일스 혼혈의 성직자 지랄두스 캄브렌시스였다. 상하권으로 나뉘어 상권에서는 웨일스인의 미덕을, 하권에서는 웨일스인들의 실책을 서술하고 있다.:143